# Кривцовка (Волгоградская область)
Кривцовка (Большая Кривцовка; прежние названия — Крестовый Буерак, Мюллер) — исчезнувшее село в Камышинском районе Волгоградской области.
Основано как немецкая колония Мюллер в 1767 году.
Село располагалось на восточный склонах Приволжской возвышенности, на левом берегу Волги, в 6,5 км к востоку от села Воднобуерачное (Штефан).

## Название
Немецкое название — Мюллер (нем. Müller). Названа по фамилии первого старосты (форштегера). По указу от 26 февраля 1768 года о наименованиях немецких колоний получила официальное название Крестовый Буерак

## История
Основано 17 августа 1767 года. Основатели — 36 семей, выходцы из Изенбурга, Дармштадта, Саксонии и Ганновера. До 1917 года входила в состав Усть-Кулалинского колонистского округа, после 1871 года Усть-Кулалинской волости, Камышинского уезда, Саратовской губернии.
Село относилось к лютеранскому приходу Штефан, имелась деревянная церковь. С 1770 года действовала церковно-приходская школа, с 1885 года — земская школа.
В 1857 году земельный фонд составлял 2699 десятины, в 1910 году — 5719 десятины.
После установления советской власти немецкое село сначала Нижне-Иловлинского района Голо-Карамышского уезда Трудовой коммуны (Области) немцев Поволжья, с 1922 года — Каменского, а с 1935 года — Добринского кантона Республики немцев Поволжья; административный центр Миллерского сельского совета (в 1926 году в сельсовет входили: село Миллер, хутор Ней-Миллер).
В голод 1921 года родилось 57 человек, умерло — 224. В 1926 году действуют начальная школа, кооперативная лавка, сельскохозяйственное товарищество.
В 1927 году постановлением ВЦИК «Об изменениях в административном делении Автономной С. С. Р. Немцев Поволжья и о присвоении немецким селениям прежних наименований, существовавших до 1914 года» селу Крестовый Буерак Каменского кантона возвращено название Мюллер.
28 августа 1941 года был издан Указ Президиума ВС СССР о переселении немцев, проживающих в районах Поволжья. Немецкое население депортировано. 7 сентября 1941 года село, как и другие населённые пункты Добринского кантона (переименован в Нижне-Добринский район), было передано Сталинградской области, впоследствии переименовано в село Кривцовка (Большая Кривцовка). В 1950 году в связи с ликвидацией Нижне-Добринского района включено в состав Камышинского района. Решением Волгоградского облисполкома от 09 декабря 1967 года № 30/1591 село Большая Кривцовка было исключено из учётных данных в связи с переселением жителей в село Водно-Буерачное.

## Население
Динамика численности населения по годам:
| 1767 | 1773 | 1788 | 1798 | 1816 | 1834 | 1850 | 1859 | 1886 | 1897 | 1905 | 1911 | 1920 | 1922 | 1926 | 1931 |
| ---- | ---- | ---- | ---- | ---- | ---- | ---- | ---- | ---- | ---- | ---- | ---- | ---- | ---- | ---- | ---- |
| 113  | 144  | 206  | 260  | 413  | 713  | 1153 | 1454 | 1043 | 1084 | 2466 | 2472 | 1367 | 1022 | 911  | 1198 |